# Joakim Tidermark
Joakim Tidermark, född 15 juli 1988 i Stockholm, är en svensk röstskådespelare. Han är bror till röstskådespelaren och musikalartisten Mikaela Tidermark Nelson. Han har liksom sin syster medverkat i flera dubbproduktioner inom film och TV, samt även  översatt en del produktioner. Bland hans röstroller märks Luigi i Super Mario Bros. Filmen.

## Filmografi (i urval)
- 2008-2012 - Danne Fantom (TV-Series) (röst som Danny Fenton/Danny Phantom)

2012 – Ultimate Spider-Man (TV-serie) (röst som Spider-Man Noir och Scorpion)
- 2012–2017 – Teenage Mutant Ninja Turtles (TV-serie) (röst som Raphael)
- 2013 – Teen Beach Movie (röst som Tanner)
- 2015 – Guardians of the Galaxy (röst som Star-Lord)
- 2016 – Shadowhunters (TV-serie) (röst som Simon Lewis)
- 2016–2018 – Skylanders Academy (TV-serie) (röst som Spyro / Dark Spyro)
- 2017 – Sanna och Regnbågslandet (TV-serie) (röst som Nosesson)
- 2019 – Tall Girl (röst som Stig Mohlin)
- 2020 – Artemis Fowl (röst som Briar Cudgeon)
- 2021 - Familjen Mitchell mot maskinerna (röst som Eric)
- 2021 – Askungens tre önskningar (röst som Sami)
- 2022 – Transformers: Botbots (röst som Burgertron)
- 2022 – Tall Girl 2 (röst som Stig Mohlin)
- 2023 – Super Mario Bros. Filmen (röst som Luigi)
- 2024 – Batbilarna – Buff